# Roberto Valverde
Julio Roberto Valverde Valencia, meglio noto come ROBO (Cali, 1955) è un batterista colombiano naturalizzato statunitense.
È noto soprattutto per la sua militanza agli inizi degli anni ottanta in gruppi fondamentali per la scena punk statunitense come Black Flag e Misfits.

## Biografia
Valverde nasce a Cali, in Colombia, e arriva negli USA nel 1975 grazie ad un visto da studente, grazie al quale defeziona dall'esercito, rimanendo anche dopo la scadenza dello stesso.
Comincia a suonare la batteria nel 1976 in California, dove si mantiene lavorando in una fabbrica di materiale plastico; due anni dopo entra nei Black Flag, succedendo al primo batterista della formazione Brian Migdol: il suo stile brutale e aggressivo lo rende ben presto protagonista della scena musicale hardcore dell'epoca. Successivamente va in tour con i Misfits ed è nella formazione del loro secondo album del 1983.
Nel 2005 rientra nei Misfits, con cui rimane fino al 2010 quando è costretto a lasciare la band a causa di problemi legati al suo passaporto.

### Vita privata
È stato sposato con Barbara Mazzone, che nel 1985 lo ha reso padre di Vincent.

## Discografia

### Con i Black Flag
- Jealous Again (1980) - EP
- Six Pack (1981) - EP
- Louie Louie (1981) - singolo
- Damaged (1981) - album
- Everything Went Black (1982) - raccolta

### Con i Misfits
- Earth A.D./Wolfs Blood (1983) - album
- Die, Die My Darling (1984) - EP
- Cuts from the Crypt (2001) - compilation